# 山崎光悦
山崎 光悦（やまざき こうえつ、1951年12月  - ）は日本の工学者、工学博士（大阪大学）、福島国際研究教育機構（福島復興再生特別措置法により設置される特殊法人）理事長。金沢大学学長（第11代）、国立大学協会副会長等を歴任。専門は機械工学で、とりわけ材料力学・設計工学を中心とした研究を行っている。日本の最適化研究の第一人者である。

## 経歴
- 富山県小矢部市出身[5]
- 富山県立福野高等学校卒業[1][6]。
- 1974年　金沢大学工学部機械工学第二学科卒業。
- 1976年　金沢大学大学院工学研究科機械工学専攻修了、金沢大学助手。
- 1983年　金沢大学工学部講師。
- 1985年　金沢大学工学部助教授。
- 1989年　文部省在外研究員（カリフォルニア大学サンタバーバラ校）。
- 1994年　金沢大学工学部教授。
- 2002年　金沢大学学長補佐（キャンパスインテリジェント化、広報担当等） 。
- 2010年　金沢大学理工研究域長・理工学域長[7]。
- 2012年　金沢大学理事（研究・国際担当）・副学長[7]。
- 2014年　第十一代金沢大学学長[7]。金沢子ども科学財団理事長[8]。
- 2019年　国立大学協会副会長[7]。
- 2022年　金沢大学学長を退任[9]。金沢大学特別顧問[10]。復興庁参与[11]。北陸銀行取締役。ダイセル相談役。立山科学相談役[12]。
- 2023年　福島国際研究教育機構理事長[13]。

## 受賞
- 2002年　日本機械学会計算力学部門業績賞[14]。
- 2003年　日本工学教育協会論文・論説賞[15]。

## 関連リンク
- 世界一受けたい授業
- Read&Researchmap
- 金沢大学研究者情報
- 北國新聞平成25年11月14日